# Biserica de lemn din Cotul Morii
Biserica de lemn din Cotul Morii a fost un edificiu religios construit în anul 1812 (1621 în alte surse), situat în comuna Cotul Morii, raionul Hîncești. Clădirea a fost un monument de arhitectură de importanță națională, inclus în Registrul monumentelor Republicii Moldova ocrotite de stat sub denumirea «Biserica de lemn „Sf. Trifan”». Se afla într-o stare extrem de critică, fiind afectată de inundațiile râului Prut în vara anului 2010. În cele din urmă, a ars în întregime în urma unui incendiu de la 31 martie 2019.
Biserica a fost construită în 1812 din lut și lemn, inițial ca o casă pentru preot, și are hramul Nașterea Maicii Domnului. Biserica dispunea de casă parohială și în proprietatea ei erau 18 hectare de teren arabil. Icoanele din interior datează din anii 1800. În anii 1929–1931, parohia Cotul Morii se afla în protopopia cercului II Hâncești, județul Lăpușna. Biserica nu mai funcționează din anii 1920 și a fost închisă de autoritățile sovietice în anii 1950, sătenii fiind nevoiți să își boteze copiii în satul Gorban de peste Prut (județul Iași). Anul construcției este contestat de locuitorii satului și de unii reprezentanți ai Ministerului Culturii, care susțin că biserica este ctitoria fondatorilor satului, în anul 1621.
În 2008, reabilitarea bisericii de lemn din Cotul Morii era unul din obiectivele selectate în cadrul proiectului TACIS CBC „Dezvoltarea capacităților investiționale zonei turistice Hâncești-Leușeni”, dar restaurarea nu a mai avut loc. În sat activează o biserică nouă.

## Galerie de imagini
Imaginile sunt din 2010, la scurt timp după inundație.

### Exterior

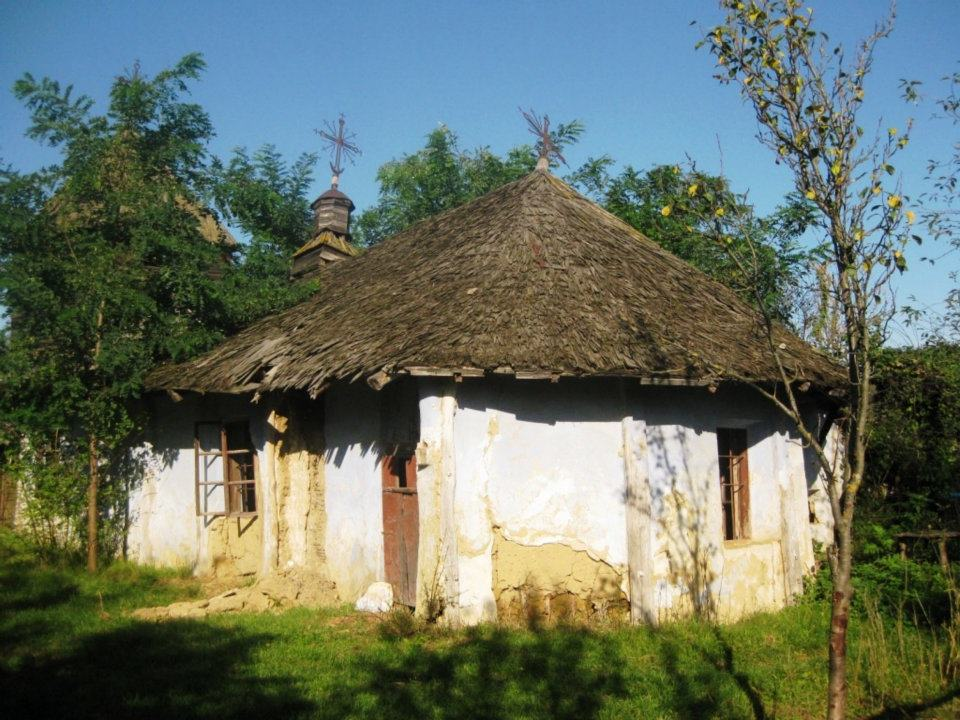
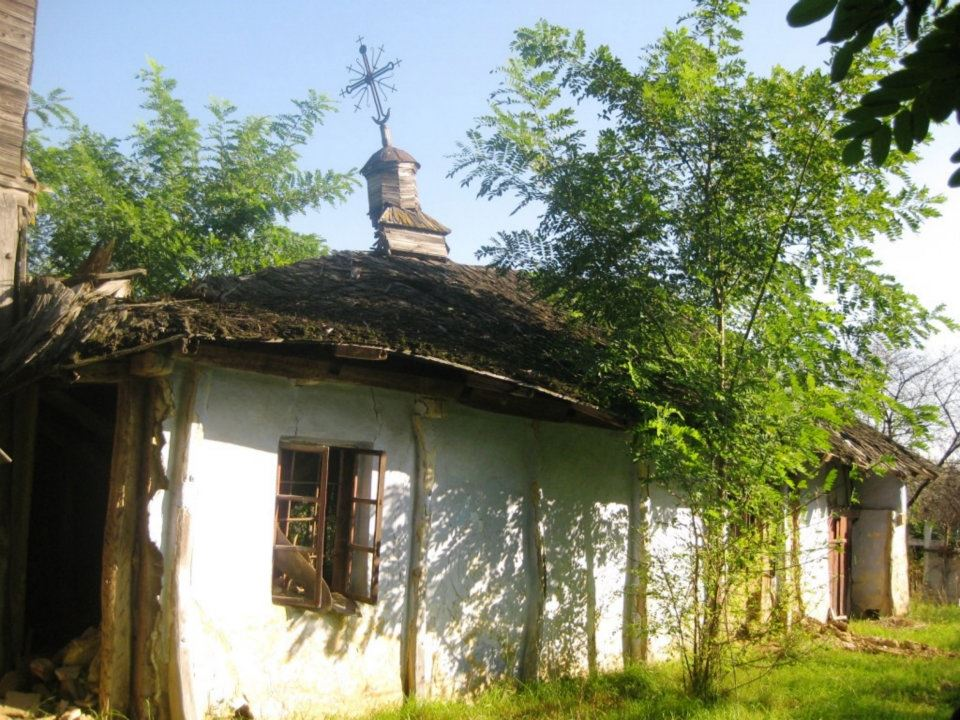
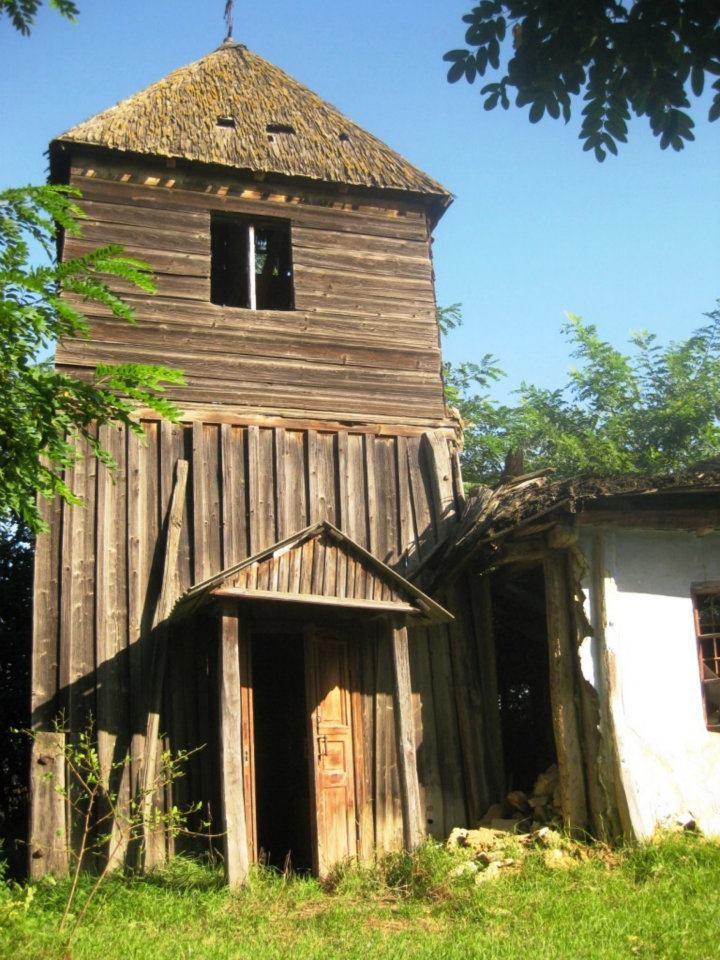
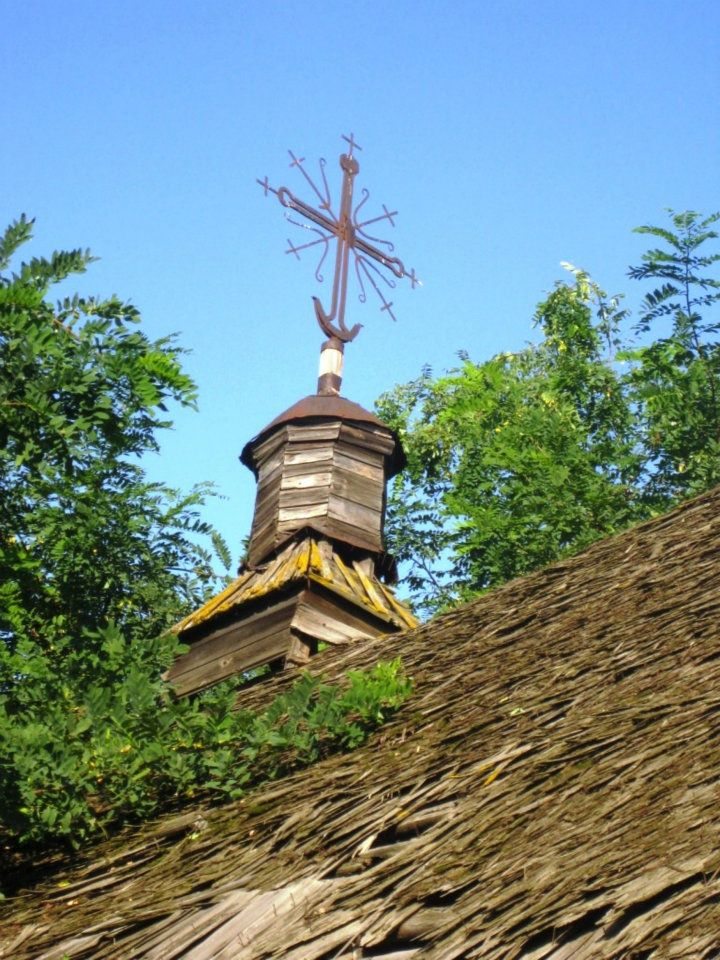
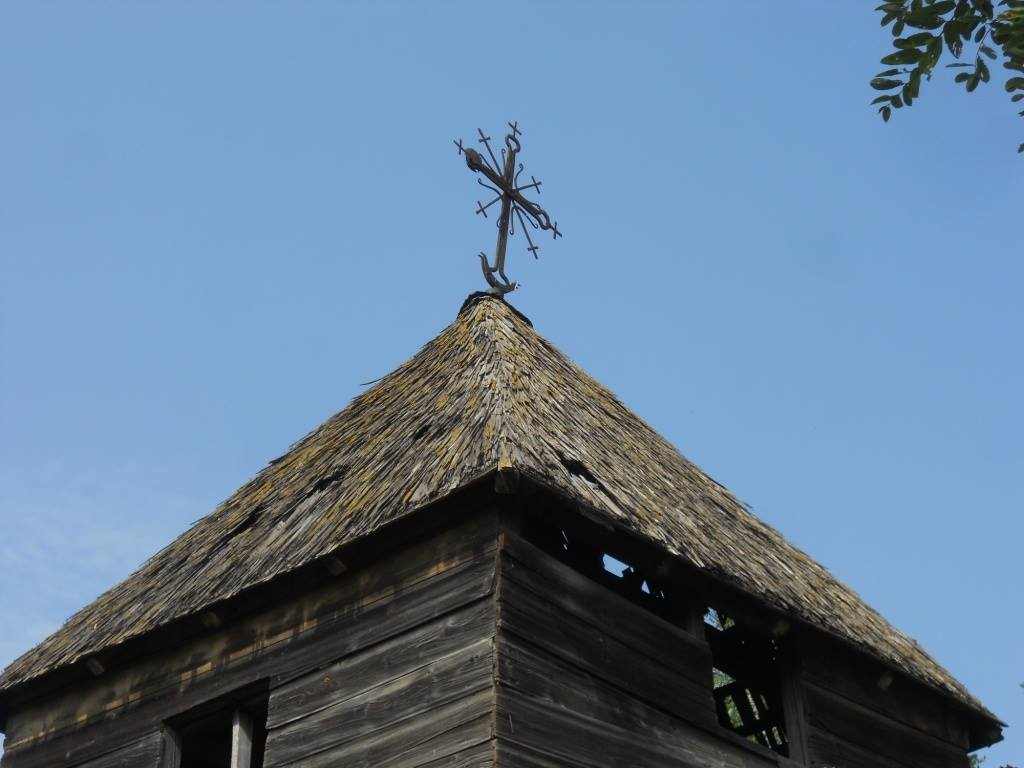
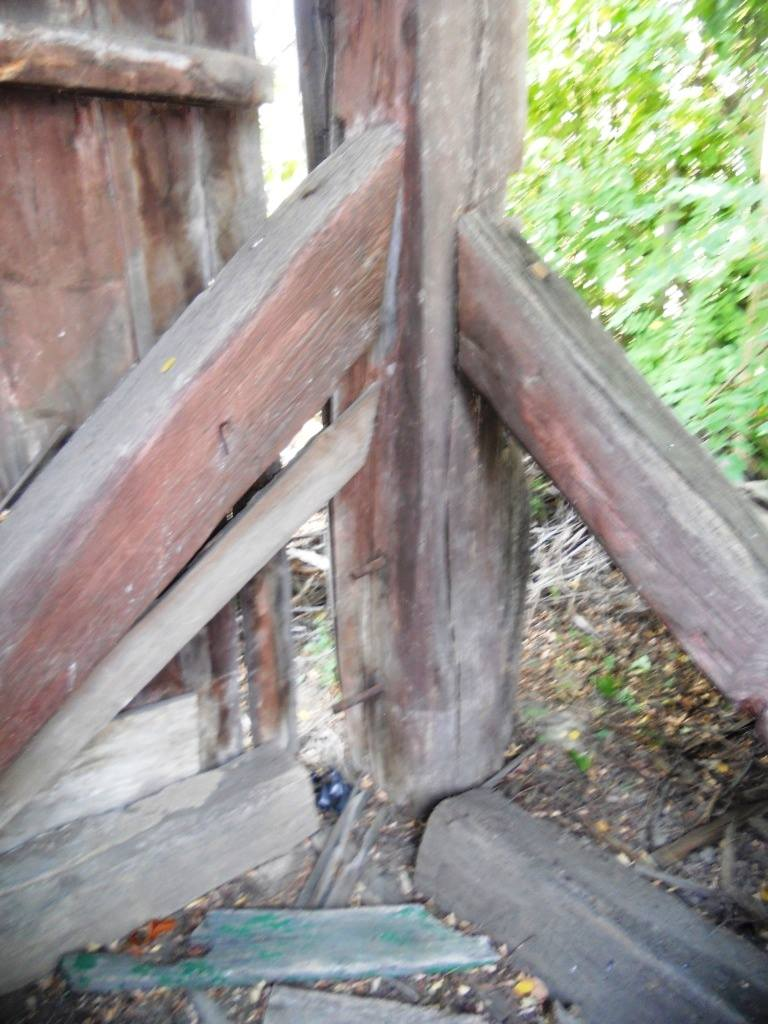
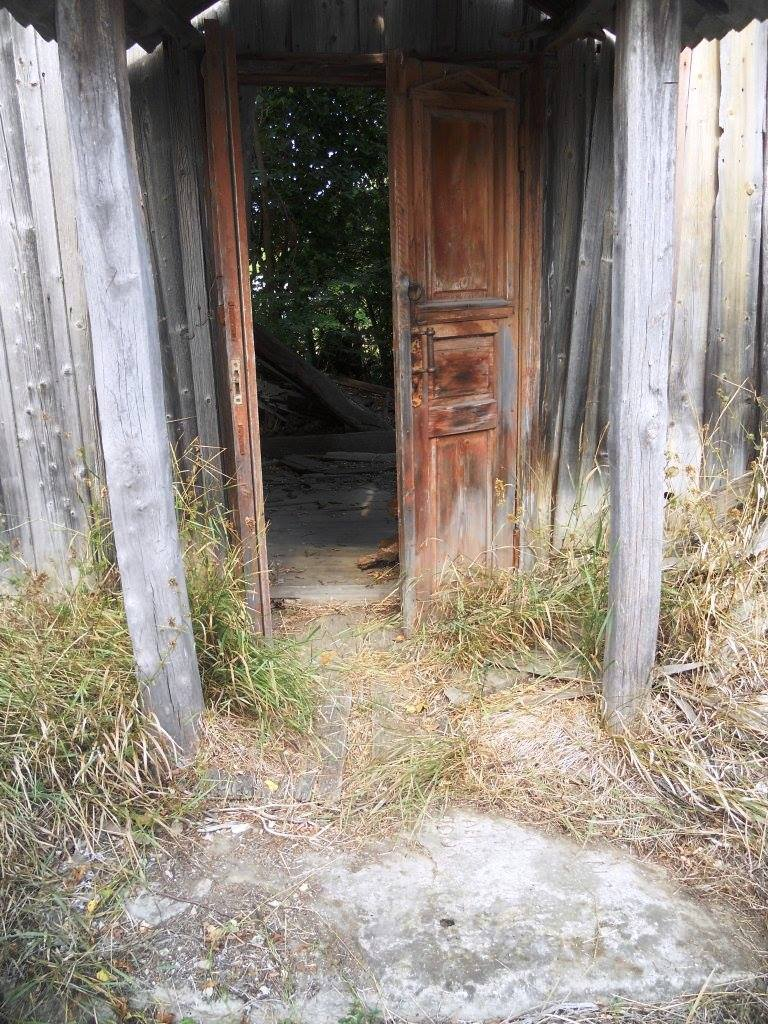
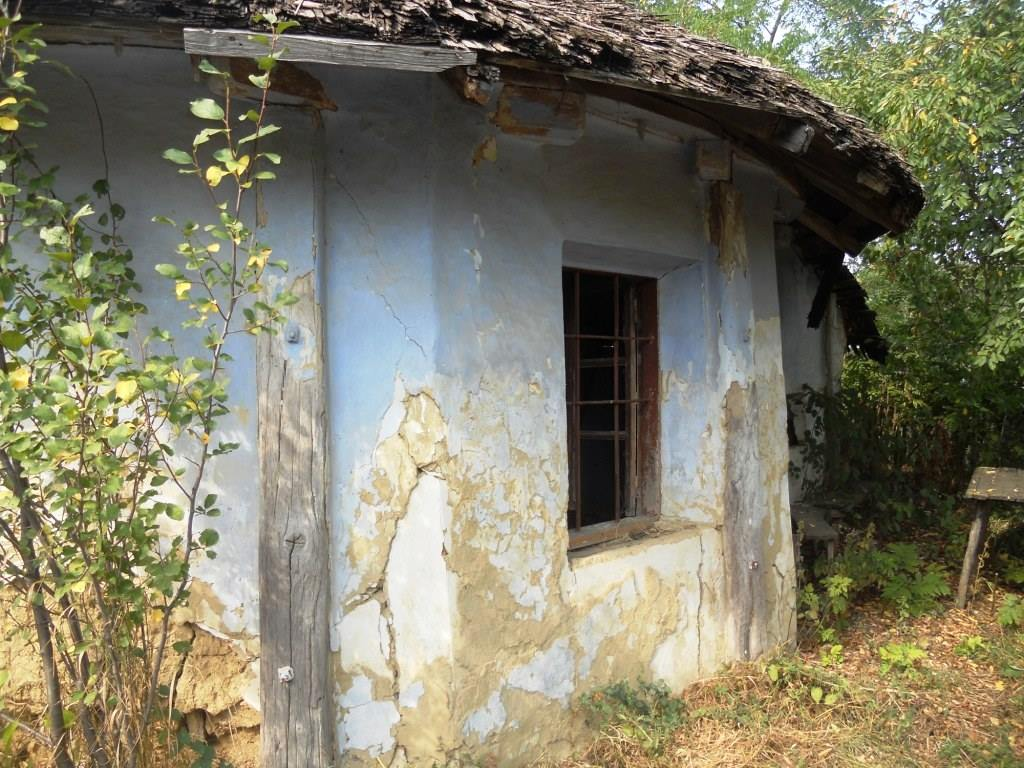

### Interior

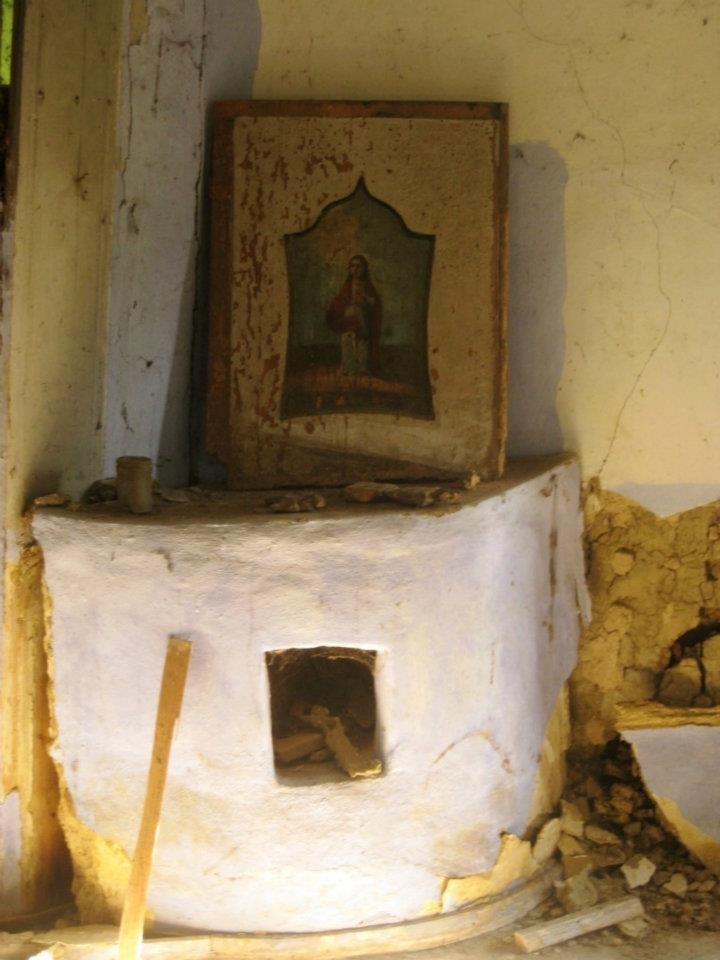
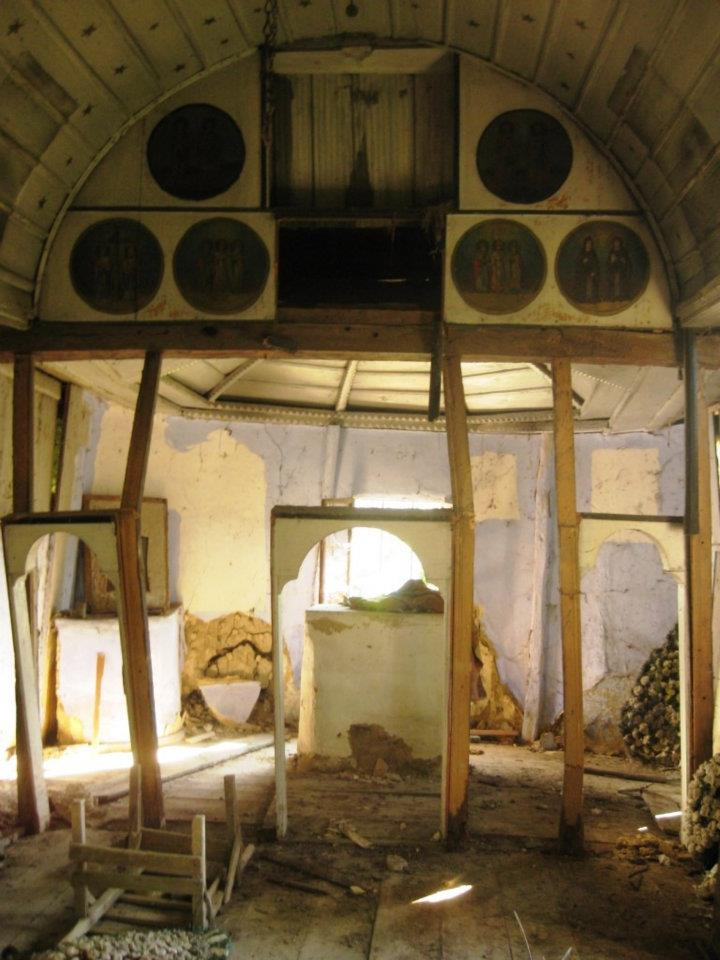
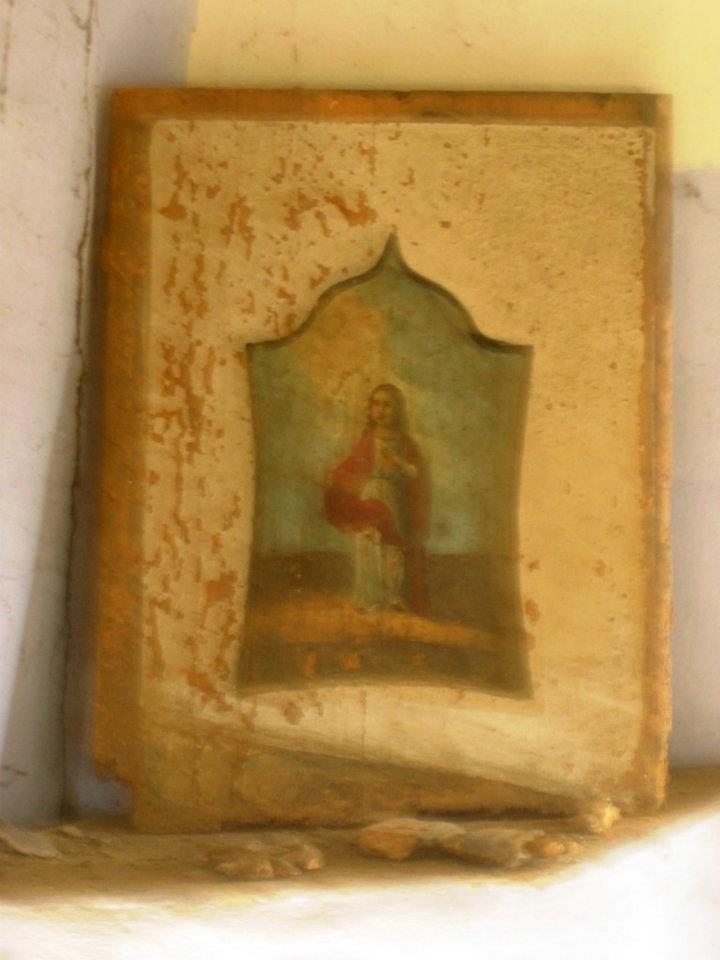
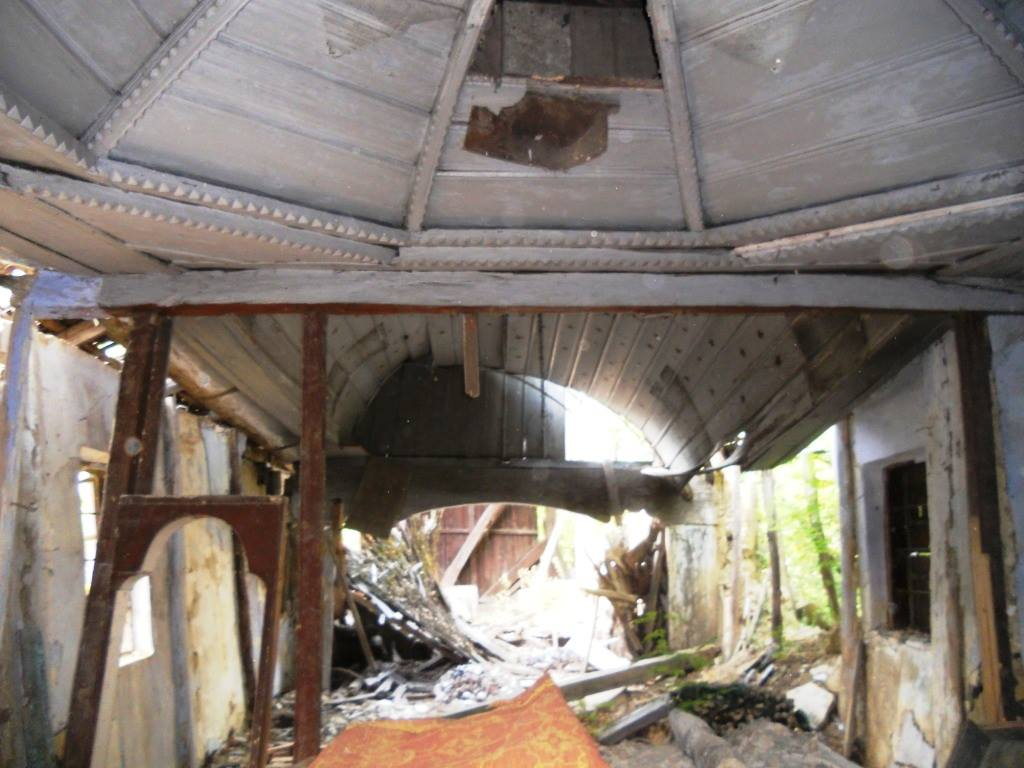
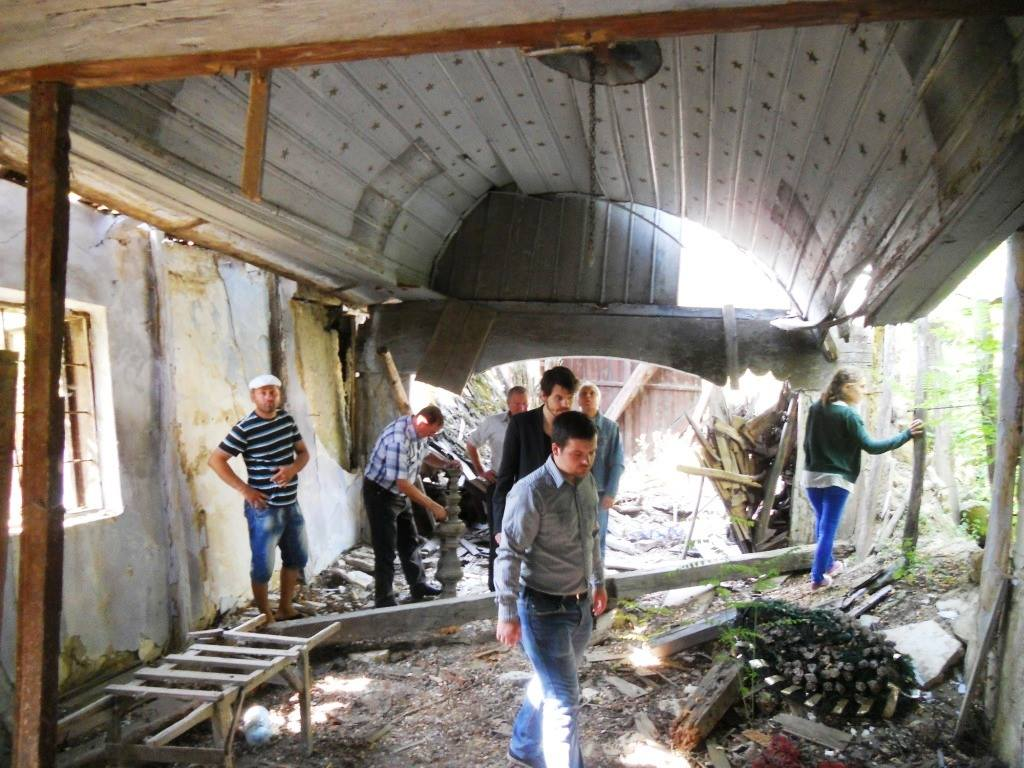
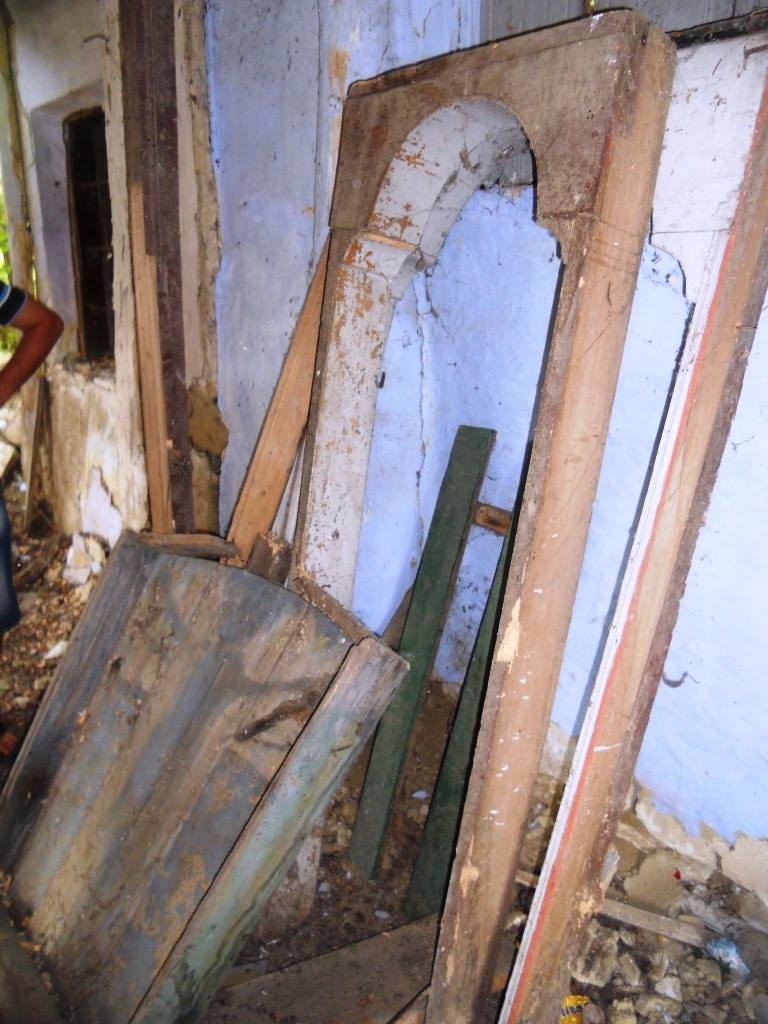
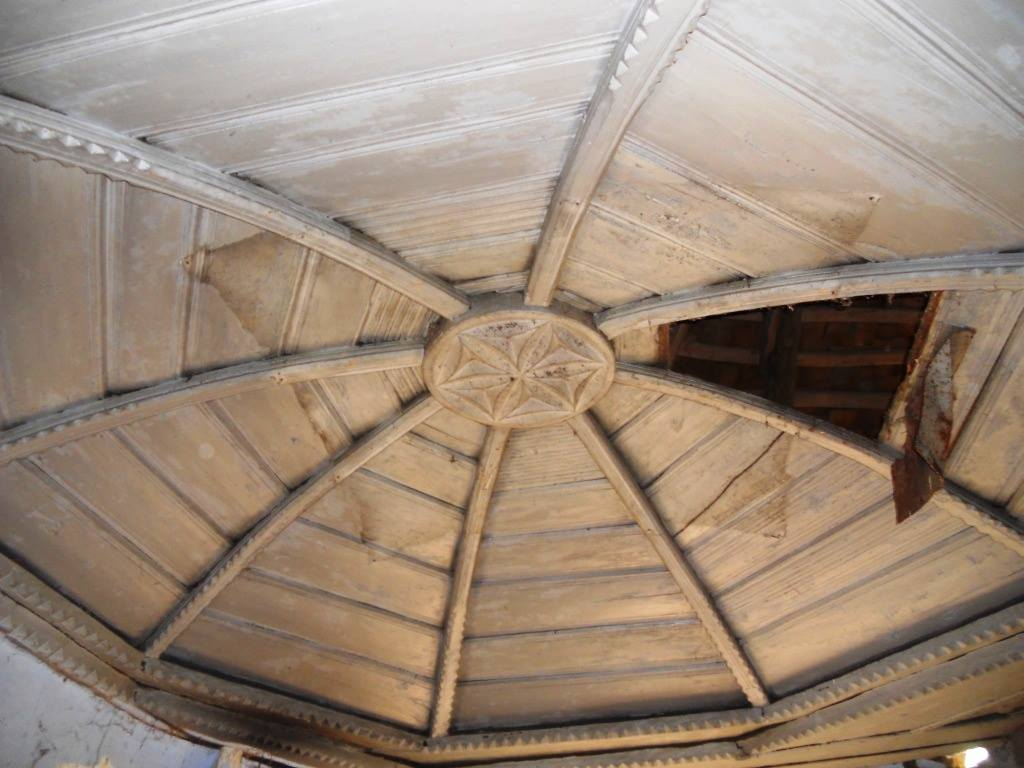
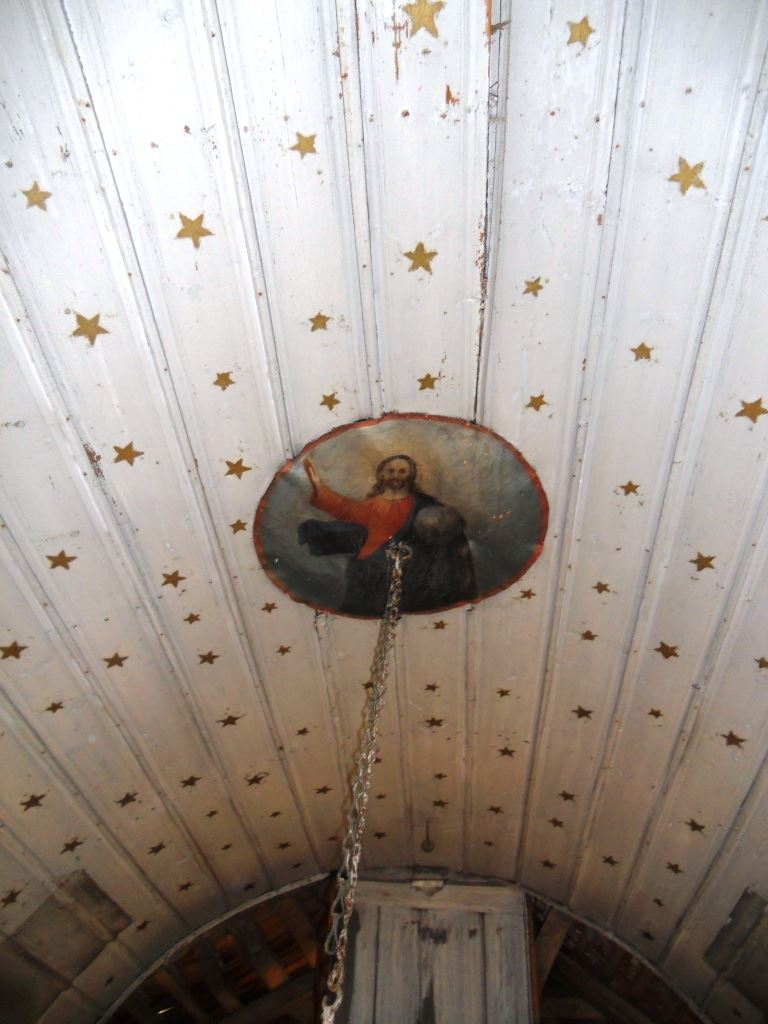

### Cimitir

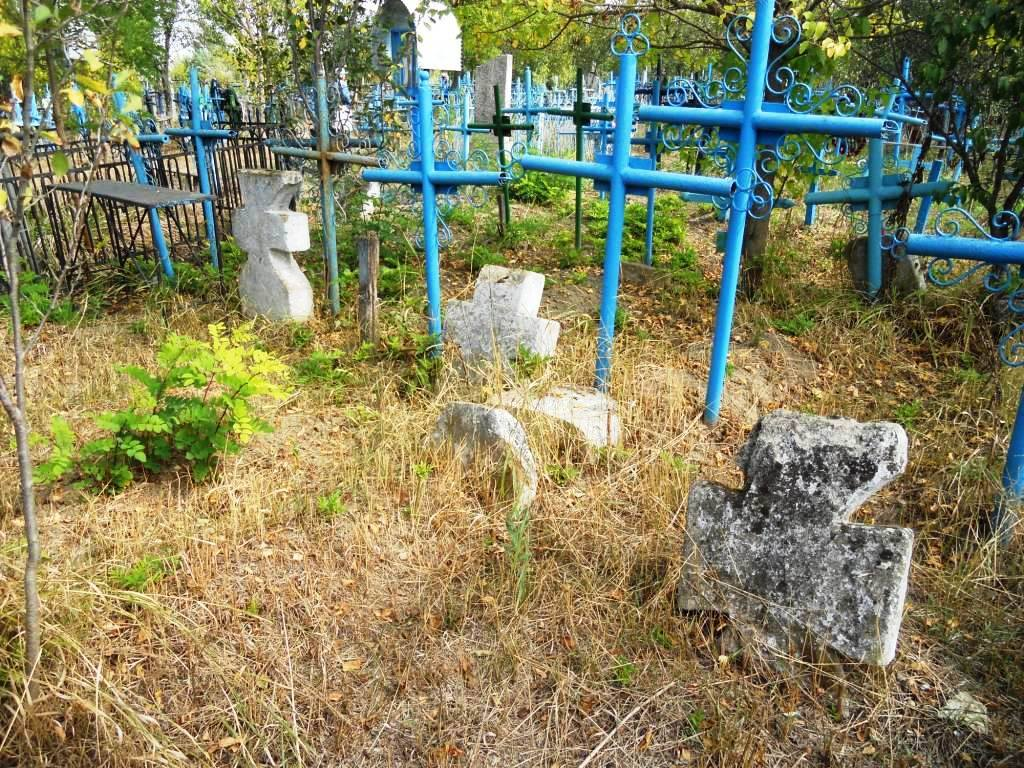
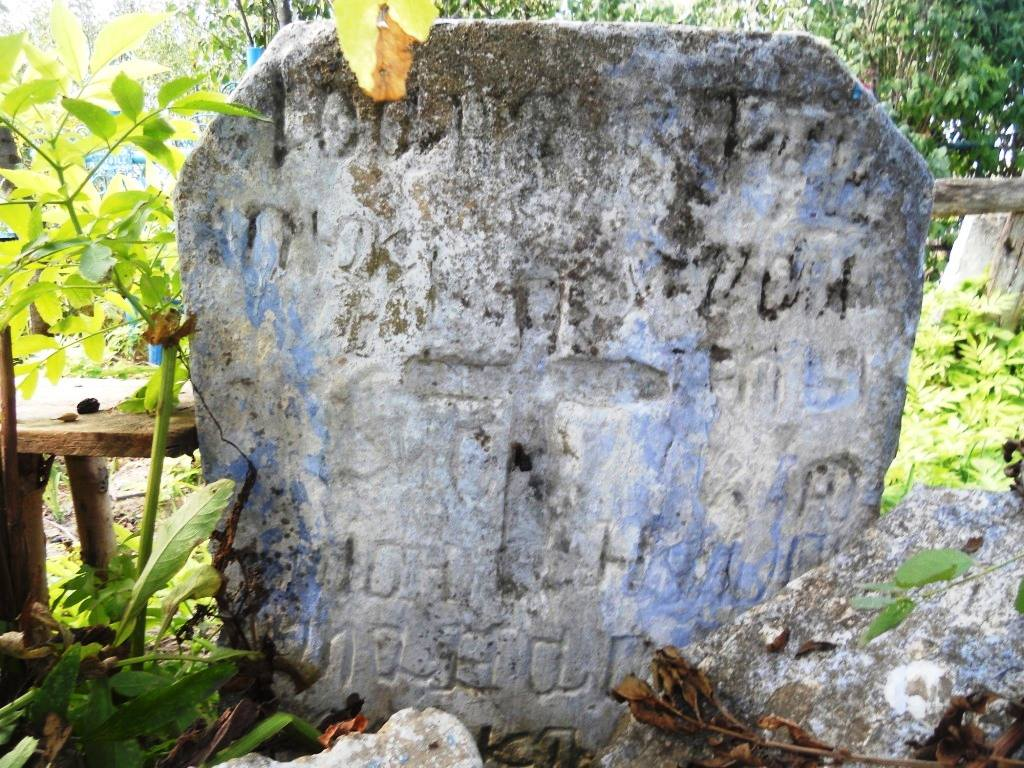
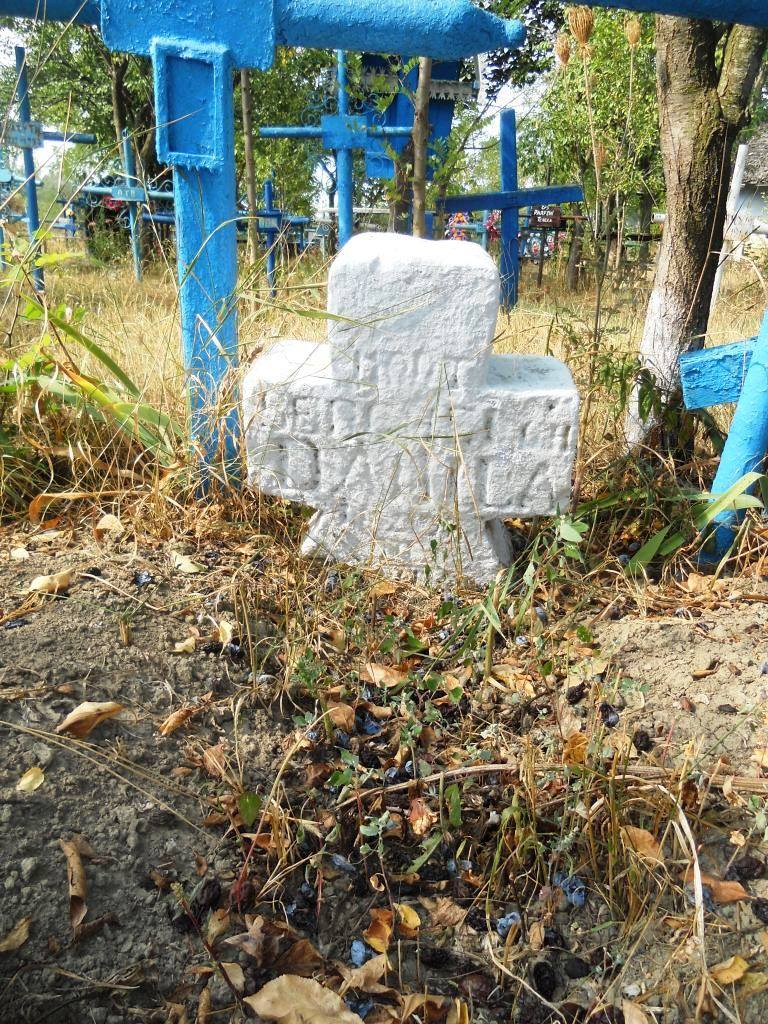
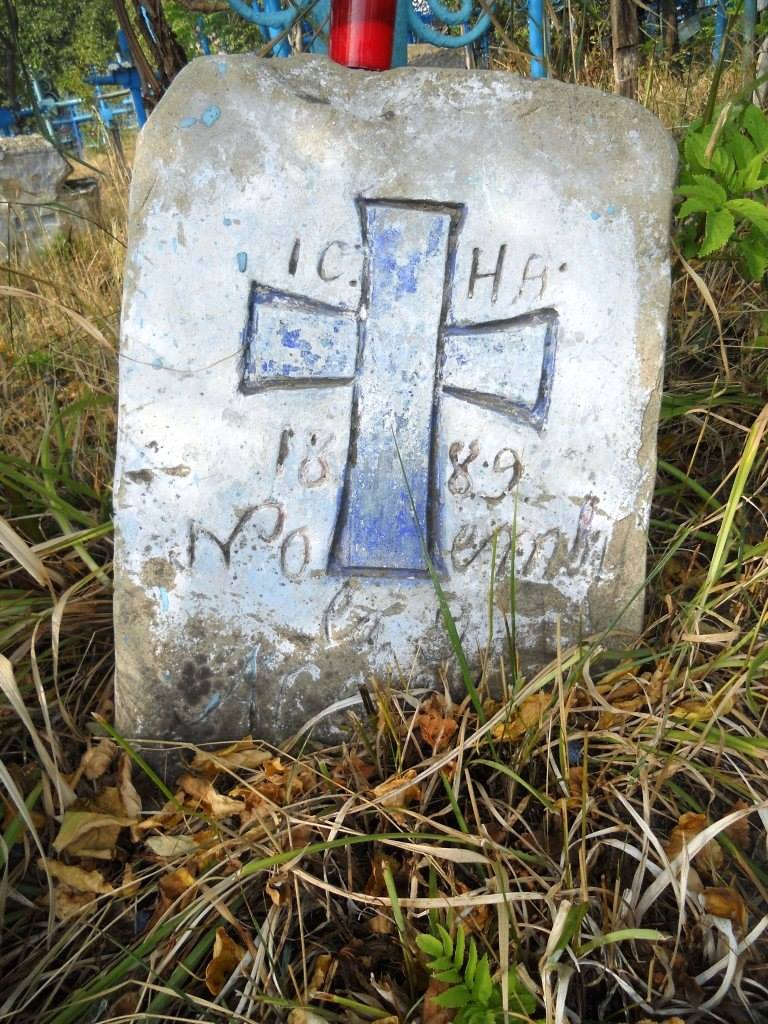
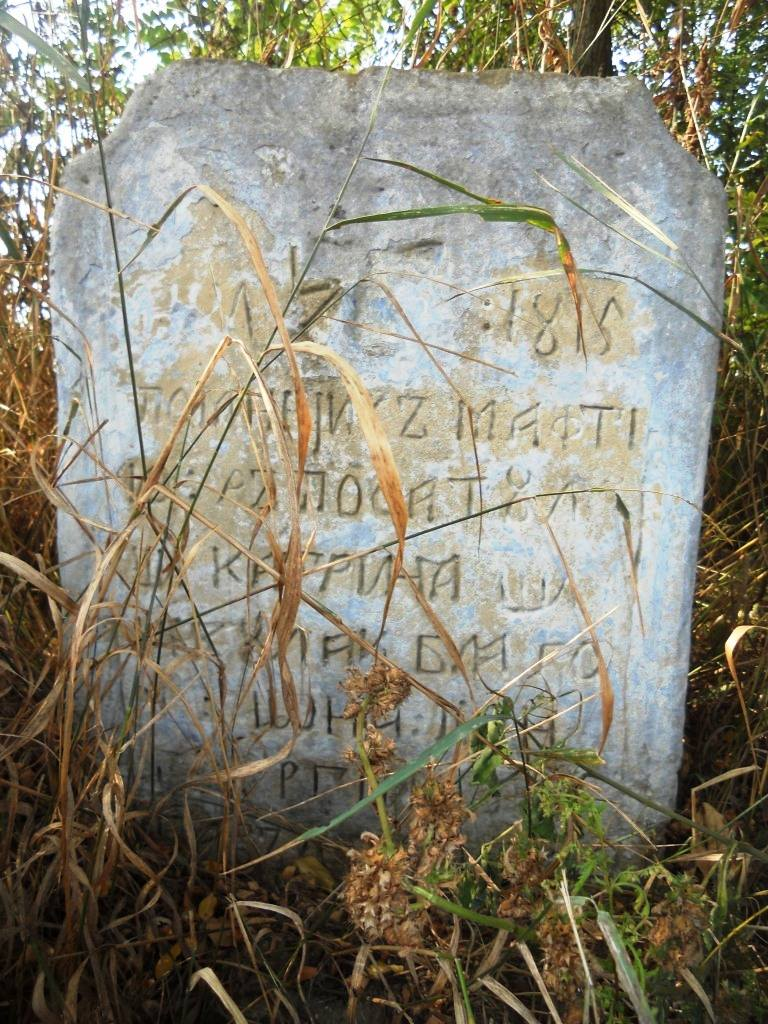